# داني فيلا
داني فيلا (بالإنجليزية: Danny Villa)‏ هو لاعب كرة قدم أمريكية أمريكي، ولد في 21 سبتمبر 1964 في نوغاليس في الولايات المتحدة.

## وصلات خارجية
- داني فيلا على موقع مرجع كرة القدم المحترفة.كوم (الإنجليزية)